# Castillejo de Iniesta
Castillejo de Iniesta település Spanyolországban, Cuenca tartományban. Castillejo de Iniesta Iniesta és Graja de Iniesta községekkel határos. Lakosainak száma 102 fő (2024).

## Népesség
A település népessége az utóbbi években az alábbiak szerint változott:
| Lakosok száma | 186  | 183  | 221  | 176  | 197  | 189  | 175  | 159  | 129  | 102  |
|               | 2001 | 2004 | 2006 | 2009 | 2011 | 2014 | 2016 | 2019 | 2021 | 2024 |